# Сиразитдинов, Зиннур Амирович
Запрос «Сиразитдинов» перенаправляется сюда; о химике см. Серазетдинов, Дуглас Зияевич; о Герое России см. Сиразетдинов, Тимур Галлиевич; о легкоатлете см. Серазтдинов, Денис Яруллович.
Зиннур Амирович Сиразитдинов (баш. Зиннур Әмир улы Сиразитдинов, род. 25.08.1959, д. Саитбаба, Гафурийский район, Башкирская АССР, РСФСР, СССР) — башкирский филолог. Кандидат филологических наук, ведущий научный сотрудник, заведующий лабораторией лингвистики и информационных технологий ИИЯЛ УНЦ РАН. Соавтор Академического словаря башкирского языка, региональных топонимических словарей. Известен как создатель Машинного фонда башкирского языка. Эксперт Российской академии наук.
Сфера научных интересов: башкирский язык, тюркские языки, лексикография, компьютерная лингвистика, корпусная лингвистика.

## Биография
Супруга — Венера Муллабаевна, дети: старший сын Билал, дочь Лейсан, двойняшки Аскар и Камила
Образование: Башкирский государственный университет (1976—1981).

## Сочинения
Автор и соавтор более 200 научных трудов, в том числе 3 монографий, 14 словарей.
Основные научные труды.

### Статьи
- Создание базы топонимических данных Республики Башкортостан для географических информационных систем// Tiltanym № 1 (85) 2022. С. 118—134. (соавтор).
- Поговорки башкирского языка (проблема разграничения, анализ структуры)// Oriental Studies. 2022. № 1. С. 162—182. (соавтор).
- О создании национальных корпусов тюркских языков // Alatoo Academic Studies. № 2, 2021. С.245-256. (соавтор).
- Модели элементарных простых предложений со структурной схемой (S) + NAcc + VF в обобщенно-личных пословицах башкирского языка (на материале фольклорного корпуса)// Oriental Studies Т. 14, № 4, 2021 С. 834—846.
- Парные сочетания глагольных словоизменительных аффиксов башкирского языка// Alatoo Academic Studies. 2019. № 3. С.106-114.
- The corpora of the bashkir language В сборнике: Turklang14. Proceedings of the International Scientific Conference. 2014. С. 125—129.
- Корпусные проекты лаборатории лингвистики и информационных технологий ИИЯЛ УНЦ РАН//Известия Уфимского научного центра РАН. 2013. № 4. С. 104—111.

### Монографии
- Синтез тюркской словоформы. Алматы: Лингвострановедческий инновационный центр КИЕ, 2019. 248 с. (соавтор).
- Информационные системы и базы данных башкирского языка. Уфа: Книжная палата РБ, 2013. 116 с. (соавтор).
- Моделирование грамматики башкирского языка. Словоизменительная система. Уфа: АН РБ, Гилем, 2006. 160 с.

### Словари
- Толковый словарь современного башкирского литературного языка. Уфа, 2004. 528 с. (соавтор).
- Русско-башкирский словарь. Уфа: Научное издательство «Башкирская энциклопедия», 200. Т.1, 808 с. (соавтор).
- Русско-башкирский словарь. Уфа: Научное издательство «Башкирская энциклопедия», 200. Т.2, 680 с. (соавтор).
- Академический словарь башкирского языка. Т.4, Уфа: Китап, 2012. 944 с. (соавтор).
- Академический словарь башкирского языка. Т.5, Уфа: Китап, 2013. 888 с. (соавтор).
- Академический словарь башкирского языка. Т.6, Уфа: Китап, 2014. 944 с. (соавтор).
- Русско-башкирский словарь-справочник названий населенных пунктов Республики Башкортостан. Уфа: Китап, 2001. 320 с. (соавтор).
- Русско-башкирский словарь водных объектов Республики Башкортостан. Уфа: Китап, 2005. — 256 с. (соавтор).
- Русско-башкирский словарь-справочник названий улиц городов Республики Башкортостан. Уфа: ИИЯЛ УНЦ РАН, 2009. 309 с. (соавтор).